# Ethel Shutta
Ethel Shutta (1 de diciembre de 1896 — 5 de febrero de 1976) fue una actriz y cantante estadounidense conocida por su trabajo en el show radiofónico de Jack Benny, su papel en el musical de Eddie Cantor Whoopee!, y su trabajo en el circuito de Broadway con la obra Follies a los 74 años. En 1934, en una votación organizada por Radio Stars, quedó en segundo lugar, tras Annette Hanshaw, como la cantante más popular del momento.

## Biografía

### Carrera
Nacida en la ciudad de Nueva York, a los siete años de edad era conocida como "la pequeña niña con gran voz". Junto con su madre, Augusta, y su hermano, Jack, viajaba formando parte de un grupo llamado Pee Wee Minstrels. El apellido original de la familia era Schutte, y su padre, Charles, era el mánager. Ellos actuaban también en shows de vodevil con el nombre de The Three Shuttas. Ella debutó en el circuito de Broadway con The Passing Show of 1922, actuando después en una series de producciones de Florenz Ziegfeld, entre las que figuraban Louie the 14th (1925) y Whoopee! (1928).
Shutta se casó con el director de big band George Olsen en 1926, y la pareja actuó en diferentes clubes del país. Trabajaron en el Canada Dry Radio Show de Jack Benny, el cual debuté en 1932 en NBC radio. Su interpretación de la canción Rock-a-Bye Moon pasó a ser el lema musical de Benny.
En 1933 Shutta participó en el programa Nestle Chocolateers, siendo elogiada por la crítica de la revista Radio Fan-Fare. Ese mismo año, ella y Olsen actuaron en Oldsmobile Program, para CBS radio.
Shutta continuó cantando por cuenta propia tras divorciarse de Olsen en el año 1939. Ella se casó con George Kirksey, un escritor deportivo, en 1940, divorciándose la pareja en 1957.
Volvió a actuar en Broadway en octubre de 1963 en un musical de corta vida Jennie, protagonizado por Mary Martin. El show tuvo 84 representaciones y no fue un éxito, tanto de crítica como de taquilla.
Último regreso al teatro llegó con 73 años en la producción llevada a escena en Broadway del musical Follies (1971–72), con música y letras de Stephen Sondheim. Ella interpretaba a la veterana actriz Hattie Walker, y cantó "Broadway Baby", teniendo su personaje reminiscencias de sus años de corista con los Follies. Follies se representó en el Winter Garden Theater, donde Shutta había actuado por vez primera en Broadway en septiembre de 1922 con The Passing Show Of 1922.

### Vida personal
Casada en 1926 con George Olsen, el matrimonio tuvo dos hijos, Charles (que fue director teatral) y George (George fue a la escuela con Hal Prince, que más adelante actuaría en Follies). Shutta se divorció en 1938.
Ethel Shutta falleció en febrero de 1976 en el St. Clare's Hospital de la ciudad de Nueva York. Tenía 79 años de edad.

## Actuaciones (selección)

### Teatro
- 1922 : The Passing Show of 1922
- 1924 : Marjorie
- 1924-1925 : Ziegfeld Follies
- 1925 : Louie the 14th
- 1928 : Whoopee!
- 1963 : Jennie
- 1971 : Follies
- 1973 : Sondheim: A Musical Tribute

### Cine
- 1930 : Whoopee!
- 1965 : The Playground

### Radio
- 1932 : The Canada Dry Ginger Ale Program

### Televisión
- 1958-1960 : Wagon Train